# Gurat

Gurat este o comună în departamentul Charente, Franța. În 1 ianuarie 2022 avea o populație de 184 de locuitori.